# 24e brigade d'infanterie (Australie)
Pour les articles homonymes, voir 24e brigade.
La 24e brigade d'infanterie australienne est une brigade de l'armée australienne créée en 1940.

## Histoire
Formée le 1er juillet 1940, comme une unité de la Second Australian Imperial Force, l'unité est créée pour servir dans le cadre de la Seconde Guerre mondiale. Intégrée à l'origine à la 8e division australienne, la brigade est ensuite transférée à la 9e division australienne, nouvellement créée en décembre. La brigade sert pendant la Guerre du Désert, la Campagne de Nouvelle-Guinée, la Campagne de la péninsule de Huon, la Bataille de Labuan et la Bataille du Bornéo du Nord. Elle est dissoute en 1946.

## Officiers commandants
| Date de début     | Date de fin      | Officiers commandants                             |
| ----------------- | ---------------- | ------------------------------------------------- |
| 1er juillet 1940  | 4 mars 1941      | Général de brigade Eric Plant (en)                |
| 13 mars 1941      | 4 novembre 1942  | Général de brigade AHL Godfrey                    |
| 1er novembre 1942 | 10 novembre 1943 | Général de brigade Bernard Evans (brigadier) (en) |
| 10 novembre 1943  | 31 mars 1945     | Général de brigade Selwyn Porter                  |